# ستيفن كونولي
ستيفن كونولي (بالإنجليزية: Stephen Connolly)‏ (29 نوفمبر 1989 بغلاسكو في المملكة المتحدة - ) هو لاعب كرة قدم بريطاني في مركز جناح. لعب مع نادي كلايد ونادي سترنرير ‏ ونادي ستنهاوسموير.

## وصلات خارجية
- ستيفن كونولي على موقع Soccerbase.com (لاعب) (الإنجليزية)